# سيسفان
سيسفان أو بهمة أو خافور أو صميماء واسمها العلمي (Schismus barbatus) وهي حشيشة حولية من الفصيلة النجيلية، يبلغ طول سيقانها 27 سم.

## الانتشار
تنتشر في وسط وجنوب آسيا، شمال أفريقيا، غرب أوروبا، وتعد من النباتات الدخيلة في المسكيك وأستراليا وجنوب غرب الولايات المتحدة.